# Marathon Rotterdam 1981
De Marathon Rotterdam 1981 werd gelopen op zaterdag 23 mei 1981. Het was de eerste editie van deze marathon.
De Schot John Graham kwam bij de mannen als eerste over de streep in 2:09.28. De Nederlandse Marja Wokke won bij de vrouwen in 2:43.23. Ze was hiermee vijftien seconden sneller dan in de marathon van Amsterdam, die zij slechts veertien dagen daarvoor had gelopen.
In totaal finishten er 180 lopers waarvan 176 mannen en 4 vrouwen.

## Uitslagen

### Mannen
| rang   | naam             | land | tijd    |
| ------ | ---------------- | ---- | ------- |
| Goud   | John Graham      | SCO  | 2:09.28 |
| Zilver | Stanley Curran   | ENG  | 2:14.08 |
| Brons  | Jacques Valentin | NED  | 2:15.17 |
| 4      | Herm Atkins      | USA  | 2:16.25 |
| 5      | Rudi Verriet     | NED  | 2:18.39 |
| 6      | Hugo van Duysse  | BEL  | 2:22.56 |
| 7      | Henk van Hoek    | NED  | 2:23.49 |
| 8      | Avi Levi         | ISR  | 2:25.14 |
| 9      | Lou Polak        | NED  | 2:28.33 |
| 10     | Henk Bronswijk   | NED  | 2:29.29 |
| 11     | David Wright     | GBR  | 2:29.56 |
| 12     | Wim van der Zon  | NED  | 2:30.21 |
| 13     | Wim Edam         | NED  | 2:31.04 |
| 14     | Eugene Janssen   | NED  | 2:31.29 |
| 15     | Johan Kijne      | NED  | 2:31.49 |

### Vrouwen
| rang   | naam                 | land | tijd    |
| ------ | -------------------- | ---- | ------- |
| Goud   | Marja Wokke          | NED  | 2:43.23 |
| Zilver | Tinie Bronswijk      | NED  | 3:12.40 |
| Brons  | Marianne Nieuwenhuis | NED  | 3:15.13 |

1981 ·
1982 ·
1983 ·
1984 ·
1985 ·
1986 ·
1987 ·
1988 ·
1989 ·
1990 ·
1991 ·
1992 ·
1993 ·
1994 ·
1995 ·
1996 ·
1997 ·
1998 ·
1999 ·
2000 ·
2001 ·
2002 ·
2003 ·
2004 ·
2005 ·
2006 ·
2007 ·
2008 ·
2009 ·
2010 ·
2011 ·
2012 ·
2013 ·
2014 ·
2015 ·
2016 ·
2017 ·
2018 ·
2019 ·
2020 ·
2021 ·
2022 ·
2023 ·
2024